# Chavín (distrito)
Chavín é um distrito do Peru, departamento de Ica, localizada na província de Chincha.

## Transporte
O distrito de Chavín é servido pela seguinte rodovia:
- IC-100, que liga o distrito à cidade de Chincha Alta [1][2][3]